# Mistrzejowice

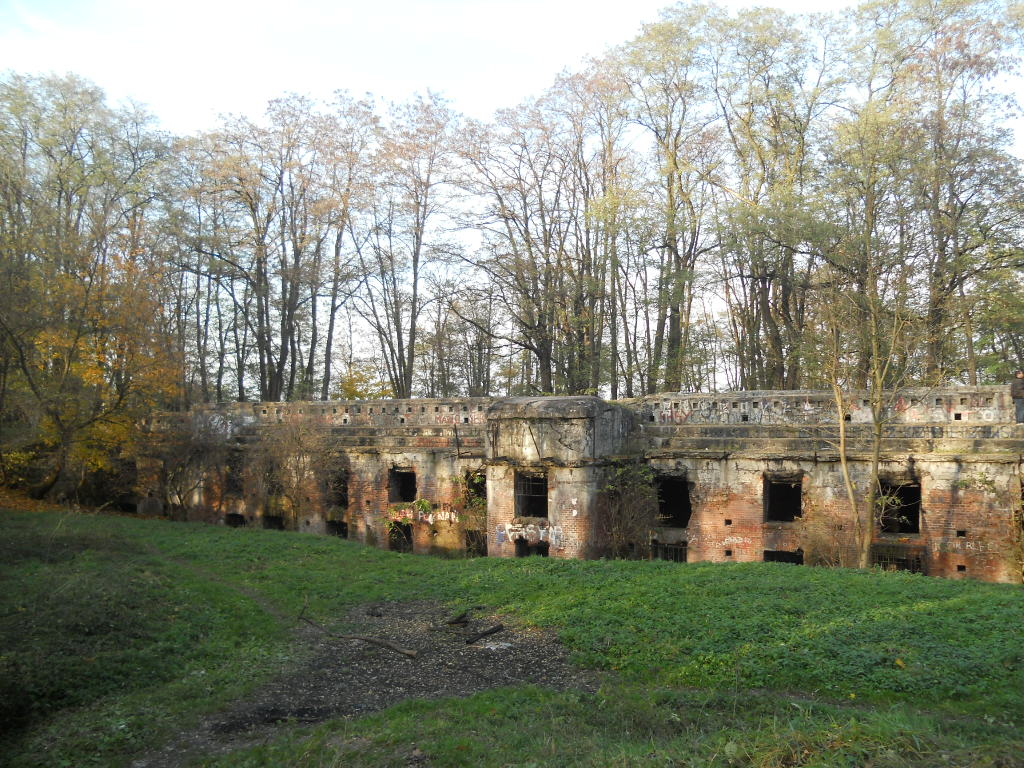
Die österreichische Befestigung in Mistrzejowice

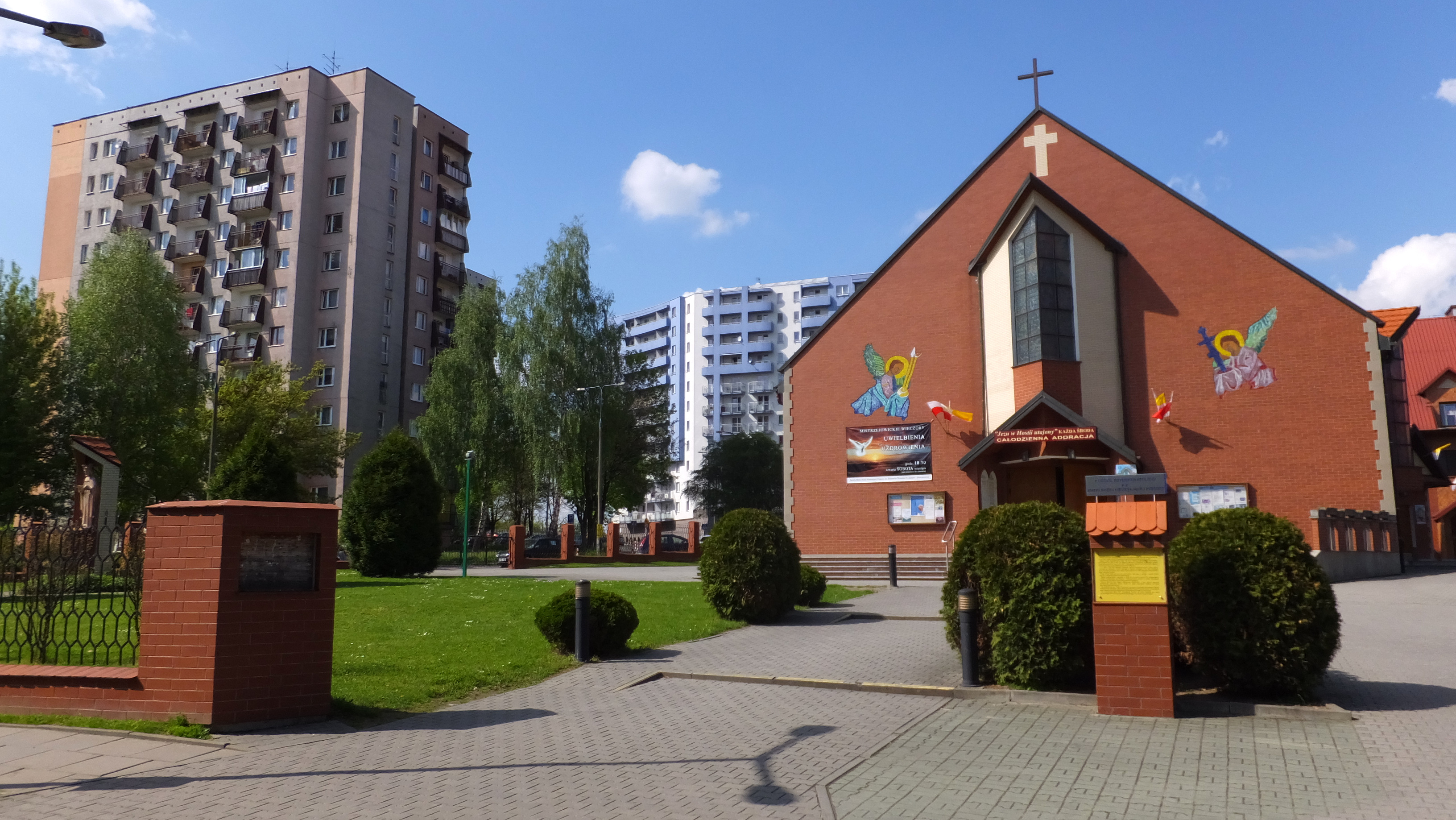
Eine Ortskirche

Mistrzejowice ist ein Stadtbezirk in Krakau sowie ein ehemaliges Dorf, nordwestlich von Nowa Huta in Polen.

## Geschichte
Nach einigen Quellen wurde der Ort im Jahr 1270 als Mistrevich erstmals urkundlich erwähnt. Nach der Enzyklopädie der Ortschaften des mittelalterlichen Polens kommt die erste Erwähnung jedoch im Jahr 1398 als Mistrzowicze. Der patronymische Name ist vom Wort mistrz (Meister, später Scholaster) im mittelalterlichen Sinne Lehrer mit dem typischen westslawischen Suffix -(ow)ice abgeleitet, die Form Mistrz-ej-owice tauche im 19. Jahrhundert auf.
Ab dem 14. Jahrhundert war es im Besitz der Krakauer Scholasterei. 1464 wurde Mystrowycze vom König Kasimir IV. Andreas aus dem polnischen ins Magdeburger Recht übertragen. Im 18. Jahrhundert hatte es um 20 Häuser mit um 100 Einwohnern, ein Wirtshaus und eine Mühle.
Bei der dritten Teilung Polens wurde es 1795 Teil des habsburgischen Kaiserreichs. In den Jahren 1815–1846 gehörte das Dorf zur Republik Krakau, 1846 wurde es als Teil des kurzlebigen Großherzogtums Krakau in die Länder des Kaisertums Österreich annektiert. Ab dem Jahr 1855 gehörte es zum Bezirk Krakau. In den 1880er und 1890er Jahren wurden die Befestigungen „Batowice” und „Mistrzejowice” der Festung Krakau von Österreichern erbaut.
Im Jahr 1900 hatte die Gemeinde Mistrzejowice 54 Hektar Fläche, 22 Häuser mit 163 Einwohnern, davon waren alle polnischsprachig, außer 153 Römisch-Katholiken gab es 10 Juden.
Mistrzejowice wurde als der Katastralbezirk LV mit ab dem Jahr 1949 entstehenden Nowa Huta im Jahr 1951 nach Krakau eingemeindet.
In den Jahren 1968–1982 wurde westlich des Altdorfs eine große Plattenbau-Siedlung (Osiedle Tysiąclecia, Osiedle Złotego Wieku) für um 40.000 Einwohner als Ausbau von Nowa Huta in der Richtung Nordwesten errichtet. Dafür wurden auch Teile des Dorfs Batowice im Nordwesten im Jahr 1973 eingemeindet, später im Jahr 1986 folgte auch ein Teil des Dorfs Dziekanowice.

## Stadtbezirk

Stadtbezirk XV Mistrzejowice

Bis zum Jahr 1991 gehörte Mistrzejowice zum Stadtbezirk Nowa Huta. Der Stadtbezirk XV hat jetzt 5,59 km² Fläche und 51.795 Einwohner (2019). Er umfasst die ehemalige Orte bzw. Siedlungen:
- Batowice
- Dziekanowice
- Mistrzejowice
- Osiedle Bohaterów Września
- Osiedle Kombatantów
- Osiedle Mistrzejowice Nowe
- Osiedle Oświecenia
- Osiedle Piastów
- Osiedle Srebrnych Orłów
- Osiedle Tysiąclecia
- Osiedle Złotego Wieku